# Diatenes chalybescens
Diatenes chalybescens là một loài bướm đêm trong họ Noctuidae.